# 石引商店街
石引商店街（いしびきしょうてんがい）とは、石川県金沢市にある小売店を主体とする商店街である。
石川県道10号金沢湯涌福光線の沿道、石引広見（いしびきひろみ）のある金沢大学附属病院前交差点から、石川県道27号金沢井波線の起点である石引一丁目交差点付近にかけて、約300メートルの区間に40余の店が軒を連ねている。

## 概要
金沢城の巽（南東の方角）、小立野台地の一角にある。約40の店舗があり、江戸時代からの老舗もある。夏に夏祭りと盆踊り、秋には尾山祭りなどの祭りが開催される。

## 周辺
- 兼六園
- 石川護国神社
- 石川県立伝統産業工芸館
- 金沢大学附属病院
- 金沢市立紫錦台中学校
- 国立病院機構金沢医療センター

## アクセス
- 兼六園（小立野口）から徒歩13分（約1 km）
- 天徳院から徒歩9分（約700 m）
- 金沢くらしの博物館から徒歩8分（約650 m）
- 金沢大学附属病院から徒歩5分（約400 m）